# Weiße Wiese

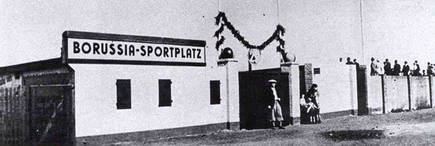
L'ingresso del Weiße Wiese nel 1924, anno dell'inaugurazione

Il Weiße Wiese (tedesco per "prato bianco"), noto anche come Borussia Sportpark, è un campo sportivo di Dortmund. Primo stadio del club calcistico del Borussia Dortmund, sorge nella zona settentrionale della città in Wambeler Straße, nelle immediate vicinanze di Borsigplatz e della fonderia di Hoesch AG.

## Storia
Originariamente era un campo da gioco municipale con pista da corsa e fossa per i tuffi. Le porte inizialmente erano costituite solo da travi squadrate e traverse e venivano sempre smontate dopo le partite, per evitare il rischio che venissero rubate. Si suppone che il nome del campo derivi dai fiori bianchi lasciati cadere in primavera dai pioppi vicini, che trasformavano il campo da gioco in un "prato bianco".
Poiché il campo sportivo non soddisfaceva le norme che un club calcistico doveva rispettare per essere promosso nel campionato distrettuale, nell'estate del 1924 il club dovette eseguire grandi lavori di costruzione. Oltre alla costruzione di un muro lungo 450 metri e alto 1,8 metri e alla costruzione degli spogliatoi e delle biglietterie, l'attenzione si concentrò sul completamento delle pareti per gli spettatori. Il costo totale della ristrutturazione fu di 50 000 marchi. Al termine dei lavori di ristrutturazione lo stadio aveva una capienza di circa 10 000 posti. Il nuovo campo sportivo del Borussia fu consegnato al club dall'allora sindaco Ernst Eichhoff il 14 agosto 1924.
Il campo sportivo avrebbe dovuto far posto a una piscina all'aperto nel nuovo Hoeschpark, che fu costruito come piscina all'aperto solo nel 1951. Una targa commemorativa ricorda la sede storica. Quando nel 1937 i preparativi bellici del regime nazionalsocialista costrinsero la Hoesch AG ad espandersi, il club dovette lasciare il Weiße Wiese e trasferirsi allo stadio Rote Erde, a sud del centro cittadino.